# Noëllet
Noëllet és un municipi francès situat al departament de Maine i Loira i a la regió de País del Loira. L'any 2007 tenia 384 habitants.

## Demografia

### Població
El 2007 la població de fet de Noëllet era de 384 persones. Hi havia 169 famílies de les quals 52 eren unipersonals (37 homes vivint sols i 15 dones vivint soles), 66 parelles sense fills, 44 parelles amb fills i 7 famílies monoparentals amb fills.
La població ha evolucionat segons el següent gràfic:
Habitants censats

### Habitatges
El 2007 hi havia 217 habitatges, 164 eren l'habitatge principal de la família, 25 eren segones residències i 28 estaven desocupats. 200 eren cases i 16 eren apartaments. Dels 164 habitatges principals, 118 estaven ocupats pels seus propietaris, 46 estaven llogats i ocupats pels llogaters i 1 estava cedit a títol gratuït; 5 tenien dues cambres, 21 en tenien tres, 47 en tenien quatre i 91 en tenien cinc o més. 122 habitatges disposaven pel capbaix d'una plaça de pàrquing. A 82 habitatges hi havia un automòbil i a 72 n'hi havia dos o més.

### Piràmide de població
La piràmide de població per edats i sexe el 2009 era:
| Homes | Edats   | Dones |
| ----- | ------- | ----- |
| 0     | 95 o +  | 0     |
| 0     | 90 a 94 | 0     |
| 4     | 85 a 89 | 8     |
| 0     | 80 a 84 | 0     |
| 8     | 75 a 79 | 12    |
| 12    | 70 a 74 | 4     |
| 20    | 65 a 69 | 8     |
| 16    | 60 a 64 | 20    |
| 28    | 55 a 59 | 28    |
| 4     | 50 a 54 | 24    |
| 16    | 45 a 49 | 16    |
| 0     | 40 a 44 | 4     |
| 20    | 35 a 39 | 8     |
| 12    | 30 a 34 | 12    |
| 16    | 25 a 29 | 12    |
| 8     | 20 a 24 | 8     |
| 8     | 15 a 19 | 12    |
| 8     | 10 a 14 | 16    |
| 8     | 5 a 9   | 0     |
| 0     | 0 a 4   | 12    |

## Economia
El 2007 la població en edat de treballar era de 220 persones, 168 eren actives i 52 eren inactives. De les 168 persones actives 162 estaven ocupades (94 homes i 68 dones) i 6 estaven aturades (1 home i 5 dones). De les 52 persones inactives 26 estaven jubilades, 19 estaven estudiant i 7 estaven classificades com a «altres inactius».

### Ingressos
El 2009 a Noëllet hi havia 173 unitats fiscals que integraven 420 persones, la mediana anual d'ingressos fiscals per persona era de 14.405 €.

### Activitats econòmiques
Dels 5  establiments que hi havia el 2007, 2 eren d'empreses de construcció, 2 d'empreses de comerç i reparació d'automòbils i 1 d'una entitat de l'administració pública.
Dels 2 establiments de servei als particulars que hi havia el 2009, 1 era un taller de reparació d'automòbils i de material agrícola i 1 electricista.
L'únic establiment comercial que hi havia el 2009 era una botiga de menys de 120 m².
L'any 2000 a Noëllet hi havia 30 explotacions agrícoles que ocupaven un total de 1.120 hectàrees.

## Equipaments sanitaris i escolars
El 2009 hi havia una escola elemental.

## Poblacions més properes
El següent diagrama mostra les poblacions més properes.